# Amphianthus norvegicus
Amphianthus norvegicus is een zeeanemonensoort uit de familie Hormathiidae.
Amphianthus norvegicus is voor het eerst wetenschappelijk beschreven door Carlgren in 1942.